# Normannognathus
Normannognathus („čelist z Normandie“) je rodové jméno pterodaktyloidního ptakoještěra, žijícího v období svrchní jury (stupeň kimmeridž) na území dnešní Francie. Popis je založen na materiálu z Musée Géologique Cantonal de Lausanne 59'583, sestávající z přední části lebky a čelistí. Byl odlišen na základě odlišného počtu zubů a hřebene na zobáku. Ten je podobný jako u rodu Dsungaripterus, je však větší než u rodu Germanodactylus.